# Залиев, Нугман Залиевич
Нугман Залиев (каз. Нұғыман Зәлиұлы; 5 мая 1889, Камыш-Самарский уезд, Астраханская губерния — Актобе, 15 февраля 1938) — казахский педагог, общественный деятель, нарком просвещения КССР.

## Биография
Родился в Камышо-Самарском уезде в 1889 году. Происходит из рода маскар племени байулы. Окончил Камышо-Самарскую начальную школу (1902), русско-казахское училище в Ханской Ставке (1905), Казанскую Учительскую семинарию (1909). В 1905—1918 гг. работал школьным учителем.
В 1911 году участвовал в издании демократической газеты «Казахстан». За участие в восстании 1916 года вместе с Сейткали Мендешевым был заключен в Астраханскую тюрьму. После Февральской революции активно участвовал в революционном движении в Букеевской Орде. Делегат 1-го съезда Букеевского областного совета, 1-го и 2-го съезда учителей Букеевского региона, состоявшегося в 1918 г. Член ВКП(б) с 27 октября 1919.
В 1918—1920 гг. член Букеевского облисполкома, заведующий Букеевским областным отделом народного образования;
В 1920—1922 гг. председатель Камыш-Самарского уездного исполкома. Член КазЦИК (1922-25).
С октября 1922 года по декабрь 1924 года Нарком просвещения Казахской АССР. В 1925—1927 гг. председатель Гурьевского уездного исполкома;
В 1927—1928 гг. председатель Уральского комитета союза «Кошчи». 1928—1929 гг. заведующий Уральским окружным отделом народного образования;
В 1929—1931 гг. директор рабфака (г. Алма-Ата), в 1931—1933 гг. директор Кустанайского института просвещения;
Арестован 4 декабря 1933 г. Костанайским ГО ОГПУ. Реабилитирован 10 февраля 1934 г. Актюбинский обл.отд. ОГПУ за отсутствием состава преступления.
1933—1934, 1936 — заместитель заведующего Актюбинским областным отделом народного образования. В 1934—1936 — директор Актюбинского учительского института; В 1936—1937 гг. директор казахских учительских курсов в Оренбурге.
Арестован 22 сентября 1937 года. 15 февраля 1938 года приговором «тройки» Военной коллегии Верховного Суда СССР приговорен к расстрелу. Реабилитирован 18 сентября 1992 г.